# Bahmutivka, Novoaidar
Bahmutivka (în ucraineană Бахмутівка) este localitatea de reședință a comunei Bahmutivka din raionul Novoaidar, regiunea Luhansk, Ucraina.

## Demografie
Componența lingvistică a localității Bahmutivka
     Rusă (93,23%)
     Ucraineană (6,68%)
     Alte limbi (0,08%)
Conform recensământului din 2001, majoritatea populației localității Bahmutivka era vorbitoare de rusă (93,23%), existând în minoritate și vorbitori de ucraineană (6,68%).